# Liolaemus lutzae
Liolaemus lutzae, conhecida como lagartinho-branco-da-praia, é uma espécie rara e ameaçada de réptil da família Liolaemidae. 

## Distribuição
É endêmica do Brasil, onde é encontrada em determinadas áreas de restinga no estado do Rio de Janeiro.
Ocorre nas restingas dos seguintes municípios: Cabo Frio, Arraial do Cabo, Araruama, Saquarema, Maricá e Rio de Janeiro, na Restinga da Marambaia.

## Características
Mede em média 5 a 8 cm de comprimento e, como as outras espécies de Liolaemus, apresenta adaptações à vida na areia, como a cor camuflada e capacidade de enterrar-se e locomover-se na areia. Se alimenta de pequenos animais invertebrados.

## Ameaça de extinção
Está ameaçada de extinção de acordo com órgãos estaduais, federais e internacionais, classificada como criticamente em perigo de extinção, pois habita somente uma porção da costa do Estado do Rio de Janeiro, com seus habitats naturais sendo destruídos em larga escala.
O principal fator de ameaça que vem provocando a redução da espécie está ligada a destruição de seu habitat. No Brasil, as regiões de praia e dunas de restinga têm o índice demográfico extremamente elevado, o que causa, consequentemente, maior impacto e risco à espécie. A alteração do habitat tem suprimido a vegetação, que não apenas constitui abrigo e sítio térmico ao lagarto, mas também serve como alimento. 
O aumento da temperatura do planeta leva a uma restrição no total de horas de atividade diária destes lagartos, causando prejuízo no forrageamento e na reprodução dessas populações, comprometendo o crescimento populacional, e consequentemente, aumentam o risco de extinção das suas subpopulações.

### Conservação
A espécie foi vista em diversas áreas protegidas, em 9 Unidades de Conservação diferentes. 
Na Reserva Ecológica de Marapendi, um estudo estimando o status populacional de L. lutzae indicou que houve um declínio considerável entre 1984 e 1991; os problemas que haviam sido indicados como principais causadores permaneceram, até que, em 2001, a Secretaria de Meio Ambiente do município do Rio de Janeiro iniciou um programa de recuperação ambiental da área. Entre as ações realizadas estão a retirada de carretas comerciais e quadras de vôlei de areia instaladas na vegetação, a construção de uma cerca para impedir a entrada de veículos no habitat praiano e a implantação de passagens especíﬁcas para acesso à praia em a fim de reduzir o pisoteio vegetal e a recuperação da vegetação da orla por meio do plantio de mudas e adultos de diferentes espécies vegetais. 

Após a implantação do programa, houve uma melhora significativa na recuperação da vegetação de praia da Reserva Ecológica de Marapendi. A recuperação do habitat não só provou a eficiência do projeto, como causou a espécie a começar a se estender às áreas onde era localmente extinta.